# Прекоп, Эрик
Э́рик Пре́коп (словац. Erik Prekop; 8 октября 1997 года, Словакия) — словацкий футболист, играющий на позиции полузащитника. Ныне выступает за чешский клуб «Богемианс 1905».

## Клубная карьера
Прекоп является воспитанником «Тренчина», окончил академию клуба в 2016 году. С сезона 2016/2017 - игрок главной команды. 16 июля 2016 года дебютировал в словацком чемпионате в поединке против «Земплина», выйдя на замену на 65-й минуте вместо Дениса Янчо.
27 июля 2016 года сыграл первый матч в еврокубках, в поединке квалификационного раунда Лиги Чемпионов против польской «Легии».